# Бад-Клостерлаусніц
Бад-Клостерлаусніц (нім. Bad Klosterlausnitz) — громада в Німеччині, розташована в землі Тюрингія. Входить до складу району Заале-Гольцланд. 
Площа — 16,6 км2. Населення становить 3389 ос. (станом на 31 грудня 2021).